# Hoch- und Übergangsmoore von nationaler Bedeutung im Kanton Bern
Hier sind die Hoch- und Übergangsmoore von nationaler Bedeutung im Kanton Bern aufgelistet. Diese Berner Hoch- und Übergangsmoore sind in der Schweiz durch Bundesverordnung geschützt und Teil des Bundesinventars der Hoch- und Übergangsmoore von nationaler Bedeutung (französisch Ordonnance sur la protection des hauts-marais et des marais de transition d’importance nationale, italienisch Ordinanza concernente la protezione delle torbiere alte e delle torbiere di transizione di importanza nazionale).

## Definition
Allgemein sind Moore von Wasser geprägte Lebensräume. Unter diesen Lebensräumen gibt es auch solche, die zwar keine Moore darstellen, aber auch feuchtigkeitsgebundene Pflanzengesellschaften beherbergen wie etwa Auenwälder, Schwimmblattgesellschaften, Unterwasser- und Quellfluren. In den Mooren herrscht infolge eines erschwerten Wasserabflusses ständig oder während der meisten Zeit des Jahres ein Wasserüberschuss und Sauerstoffmangel. Letzterer führt zur Torfbildung. Charakteristisch für Hochmoore ist es, dass ihre Oberfläche infolge des Torfwachstums über den Grundwasserspiegel hinaus gestiegen ist. Hier werden die Pflanzen, die in den obersten Torfschichten wurzeln, nur durch nährstoffarmes Regenwasser gespiesen.
Für die Aufnahme ins Bundesinventar der Hoch- und Übergangsmoore waren drei Kriterien entscheidend: Erstens müssen Torfmoose vorhanden sein. Zweitens müssen zudem mindestens eine klassische hochmooranzeigende Gefässpflanze oder drei weitere hochmoorbewohnende Arten beobachtbar sein. Und drittens muss die zusammenhängende Hochmoorfläche mindestens 625 m² umfassen.

## Schutzziele
Ziel der Hochmoorverordnung sind der Schutz der Hoch- und Übergangsmoore, die Erhaltung und Förderung der standortheimischen Pflanzen- und Tierwelt und ihrer ökologischen Grundlagen sowie die Erhaltung der geomorphologischen Eigenart. Es dürfen grundsätzlich keine Bauten erstellt und keine Biozide eingesetzt werden. Die Gebiete sind offiziell ausgewiesene Schutzgebiete in Natur- und Landschaftsschutz.

## Internationale Koordination

### Internationales Präfix
Die Europäische Umweltagentur (European Environment Agency) koordiniert die Daten der europäischen Mitglieder. Die inventarisierten Hoch- und Übergangsmoore von nationaler Bedeutung der Schweiz führen in der internationalen Datenbank den Code «CH02».

### IUCN-Kategorie
Die Hoch- und Übergangsmoore von nationaler Bedeutung in der Schweiz sind in der IUCN-Kategorie Ia registriert. Diese umfasst Reservate, die hauptsächlich zu Forschungszwecken und zum Schutz von Wildnisarealen geschützt sind. Primär dienen sie der Erhaltung der Biodiversität und als notwendige Referenzareale für die wissenschaftliche Arbeit und das Umweltmonitoring.

## Herkunft der Daten
Die Aufstellung entspricht der Liste im Anhang 1 zur Hochmoorverordnung des Bundes, die am 1. Februar 1991 in Kraft trat und zuletzt 2017 aktualisiert wurde. Von dort stammen die Nummer des Objekts, seine Bezeichnung, die Angabe zur Standortgemeinde und zum Jahr der Ausweisung als Objekt von nationaler Bedeutung. Die Karte von Swisstopo (Bundesamt für Landestopografie) mit eingeblendeter Karte Hochmoore liefert, nach Eingabe des Objektnamens ins Suchfeld und der Wahl des Objekts den passenden Kartenausschnitt. Ein Klick auf eine der Schutzflächen öffnet das Objektblatt des betreffenden Objekts; dieses stammt vom Bundesamt für Umwelt. Von den Objektblättern übernommen sind die Angabe der Gesamtfläche (inklusive umliegender Pufferzonen) und die Landeskoordinaten, die in der vorliegenden Tabelle in einem internationalen Standard wiedergegeben sind. Von der Common Database on Designated Areas der Europäischen Umweltagentur (EEA) stammt der CDDA-Sitecode. Dieser ist identisch mit der ID der World Database on Protected Areas (WDPA-ID). Der gesetzte Link öffnet die Seite des Objekts mit der dazugehörigen Karte auf der Plattform der WDPA. Der Grund für die unterschiedlichen Flächenangaben der Objektblätter des Bundesamtes für Umwelt (in Hektaren) und den Angaben auf der Seite der WDPA (in km²) entstehen, weil die vorliegende Tabelle die Gesamtfläche inklusive umliegender Pufferzonen gemäss Objektblatt anzeigt, während die Seite der WDPA jeweils die Fläche der Kernzone wiedergibt.

## Liste der Hoch- und Übergangsmoore
| Objekt-Nummer (Link: Swisstopo) | Objektbezeichnung Name des Gebiets        | Standort- gemeinde(n)                                              | CDDA-Sitecode (Link: WDPA) | Fläche in ha                | Koordinate            | Jahr der Ausweisung   | Bild                  |
| ------------------------------- | ----------------------------------------- | ------------------------------------------------------------------ | -------------------------- | --------------------------- | --------------------- | --------------------- | --------------------- |
| 1                               | La Sagne et les Tourbières de Bellelay    | Saicourt                                                           | 148815                     | 51,68                       | ⊙                     | 1991                  |                       |
| 2                               | Etang de la Gruère                        | BE: Tramelan JU: Le Bémont, Montfaucon, Saignelégier               | 148825                     | 65,58 (BE: 5,90 JU: 59,68)  | ⊙                     | 1991                  |                       |
| 3                               | La Tourbière de la Chaux-des-Breuleux     | BE: Mont-Tramelan, Tramelan JU: La Chaux-de-Breuleux, Saignelégier | 148837                     | 67,37 (BE: 33,69 JU: 33,69) | ⊙                     | 1991                  | Bild gesucht BW       |
| 10                              | Tourbières de la Chaux d’Abel             | Saint-Imier, Sonvilier                                             | 148867                     | 16,73                       | ⊙                     | 1991                  |                       |
| 11                              | Les Pontins                               | Saint-Imier                                                        | 148890                     | 34,69                       | ⊙                     | 1991                  | Bild gesucht BW       |
| 41                              | La Tourbière/Ronde Sagne                  | Tramelan                                                           | 148827                     | 2,19                        | ⊙                     | 1991                  | Bild gesucht BW       |
| 42                              | Pâturage du Droit                         | Tramelan                                                           | 148834                     | 5,01                        | ⊙                     | 1991                  | Bild gesucht BW       |
| 55                              | Champ Meusel                              | Saint-Imier                                                        | 148876                     | 4,80                        | ⊙                     | 1991                  | Bild gesucht BW       |
| 70                              | Gänsenmoos                                | Schwarzenburg                                                      | 149034                     | 3,97                        | ⊙                     | 1991                  | Bild gesucht BW       |
| 71                              | Lörmoos                                   | Wohlen bei Bern                                                    | 148944                     | 6,25                        | ⊙                     | 1991                  | Bild gesucht BW       |
| 72                              | Büsselimoos                               | Kirchlindach                                                       | 148942                     | 1,91                        | ⊙                     | 1991                  | Bild gesucht BW       |
| 73                              | Heidmoos                                  | Hindelbank                                                         | 148917                     | 2,91                        | ⊙                     | 1991                  | Bild gesucht BW       |
| 74                              | Meienmoos                                 | Burgdorf, Lyssach                                                  | 148916                     | 5,77                        | ⊙                     | 1991                  | Bild gesucht BW       |
| 75                              | Sewelimoos (Hochmoor Seeliswald)          | Reutigen                                                           | 149133                     | 10,55                       | ⊙                     | 1991                  | Bild gesucht BW       |
| 76                              | Chlepfimoos/Burgmoos                      | BE: Herzogenbuchsee, Niederönz SO: Aeschi                          | 148872                     | 4,63 (BE: 1,20 SO: 3,43)    | ⊙                     | 1991                  | Bild gesucht BW       |
| 180                             | Siehenmoos                                | Eggiwil                                                            | 149027                     | 6,43                        | ⊙                     | 1991                  | Bild gesucht BW       |
| 181                             | Flüegfääl/Steinmoos                       | Eggiwil                                                            | 149042                     | 11,54                       | ⊙                     | 1991                  | Bild gesucht BW       |
| 182                             | Pfaffenmoos                               | Eggiwil                                                            | 149033                     | 5,38                        | ⊙                     | 1991                  | Bild gesucht BW       |
| 183                             | Hängstmoor                                | Eriz                                                               | 149069                     | 5,78                        | ⊙                     | 1991                  | Bild gesucht BW       |
| 184                             | Rotmoos                                   | Eriz                                                               | 149067                     | 19,20                       | ⊙                     | 1991                  | Bild gesucht BW       |
| 185                             | Vorderes Rotmösli                         | Eriz                                                               | 149071                     | 7,61                        | ⊙                     | 1991                  | Bild gesucht BW       |
| 186                             | Fischbachmoos/Obermoos                    | Oberlangenegg                                                      | 149066                     | 0,66                        | ⊙                     | 1991                  | Bild gesucht BW       |
| 187                             | Moos bei Wachseldorn/Untermoos            | Wachseldorn                                                        | 149044                     | 1,35                        | ⊙                     | 1991                  | Bild gesucht BW       |
| 188                             | Wachseldornmoos                           | Buchholterberg                                                     | 149040                     | 3,64                        | ⊙                     | 1991                  | Bild gesucht BW       |
| 193                             | Moore nördlich Grünenbergpass             | Eriz, Habkern                                                      | 149086                     | 7,83                        | ⊙                     | 1991                  | Bild gesucht BW       |
| 194                             | Moore südwestlich Grünenbergpass          | Beatenberg, Habkern                                                | 149093                     | 6,96                        | ⊙                     | 1991                  | Bild gesucht BW       |
| 195                             | Trogenmoos                                | Habkern                                                            | 149085                     | 18,39                       | ⊙                     | 1991                  | Bild gesucht BW       |
| 196                             | Moore im Schöpfewald                      | Habkern                                                            | 149110                     | 3,73                        | ⊙                     | 1991                  | Bild gesucht BW       |
| 197                             | Luegiboden                                | Habkern                                                            | 149126                     | 3,19                        | ⊙                     | 1991                  | Bild gesucht BW       |
| 198                             | Moore östlich Aellgäuli                   | Habkern                                                            | 149075                     | 5,50                        | ⊙                     | 1991                  | Bild gesucht BW       |
| 199                             | Möser östlich Widegg                      | Habkern                                                            | 149090                     | 5,91                        | ⊙                     | 1991                  | Bild gesucht BW       |
| 200                             | Moore im Steiniwald                       | Habkern                                                            | 149074                     | 1,28                        | ⊙                     | 1991                  | Bild gesucht BW       |
| 302                             | Turen/Chaltenbrunnen/Stäckewäldli         | Meiringen, Schattenhalb                                            | 149129                     | 61,52                       | ⊙                     | 1991, rev. 2003       | Bild gesucht BW       |
| 328                             | Witiwald/Dälenwald                        | Beatenberg                                                         | 347631                     | 9,95                        | ⊙                     | 2003                  | Bild gesucht BW       |
| 330                             | Lischboden                                | Rüschegg                                                           | 149111                     | 5,76                        | ⊙                     | 1991                  | Bild gesucht BW       |
| 331                             | Schalenberg                               | Rüschegg                                                           | 149109                     | 6,98                        | ⊙                     | 1991                  | Bild gesucht BW       |
| 332                             | Schwändlibachgraben                       | Rüeggisberg                                                        | 149121                     | 0,69                        | ⊙                     | 1991                  | Bild gesucht BW       |
| 333                             | Sortel                                    | Guggisberg, Rüschegg                                               | 149116                     | 3,46                        | ⊙                     | 1991                  | Bild gesucht BW       |
| 334                             | Grossfischbächen                          | Rüschegg                                                           | 149117                     | 3,01                        | ⊙                     | 1991                  | Bild gesucht BW       |
| 335                             | Ladengrat                                 | Guggisberg                                                         | 149135                     | 2,56                        | ⊙                     | 1991                  | Bild gesucht BW       |
| 336                             | Hinters Läger                             | Habkern                                                            | 149122                     | 3,40                        | ⊙                     | 1991                  | Bild gesucht BW       |
| 337                             | Moorwald Hinters Läger                    | Habkern                                                            | 149119                     | 3,88                        | ⊙                     | 1991                  | Bild gesucht BW       |
| 338                             | Moor nördlich Oberes Hörnli               | Sigriswil                                                          | 149099                     | 2,38                        | ⊙                     | 1991                  | Bild gesucht BW       |
| 339                             | Moor nordöstlich Oberes Hörnli            | Horrenbach-Buchen, Sigriswil                                       | 149094                     | 3,95                        | ⊙                     | 1991                  | Bild gesucht BW       |
| 340                             | Moor südwestlich Steinige Schöriz         | Horrenbach-Buchen                                                  | 149091                     | 2,14                        | ⊙                     | 1991                  | Bild gesucht BW       |
| 341                             | Moor westlich Steinige Schöriz            | Horrenbach-Buchen                                                  | 149088                     | 3,05                        | ⊙                     | 1991                  | Bild gesucht BW       |
| 342                             | Gmeine Schöriz                            | Horrenbach-Buchen                                                  | 149084                     | 2,66                        | ⊙                     | 1991                  | Bild gesucht BW       |
| 343                             | Stouffe/Pfidertschegg                     | Horrenbach-Buchen                                                  | 149083                     | 5,54                        | ⊙                     | 1991, rev. 2017       | Bild gesucht BW       |
| 348                             | Moore westlich Bütlerschwandgraben        | Schangnau                                                          | 347630                     | 16,20                       | ⊙                     | 2003                  | Bild gesucht BW       |
| 350                             | Grüöbiwald                                | Hasliberg                                                          | 347629                     | 5,97                        | ⊙                     | 2003                  | Bild gesucht          |
| 354                             | Harzisboden                               | Habkern                                                            | 347619                     | 1,80                        | ⊙                     | 2003                  | Bild gesucht BW       |
| 355                             | Moore bei Unter Hungerschwand             | Eriz                                                               | 347627                     | 8,18                        | ⊙                     | 2003                  | Bild gesucht BW       |
| 501                             | Moor südlich Möser                        | Habkern                                                            | 149096                     | 3,32                        | ⊙                     | 1991                  | Bild gesucht BW       |
| 502                             | Moor nordöstlich Färrich am Bol           | Habkern                                                            | 149098                     | 11,34                       | ⊙                     | 1991                  | Bild gesucht BW       |
| 503                             | Moore südöstlich Färrich am Bol           | Habkern                                                            | 149103                     | 3,32                        | ⊙                     | 1991                  | Bild gesucht BW       |
| 504                             | Moor zwischen Flösch und Hälibach         | Beatenberg                                                         | 149132                     | 0,58                        | ⊙                     | 1991                  | Bild gesucht BW       |
| 505                             | Moor oberhalb Burgfeldflüe                | Beatenberg                                                         | 149130                     | 1,32                        | ⊙                     | 1991                  | Bild gesucht BW       |
| 506                             | Moore östlich Gemmenalp                   | Beatenberg                                                         | 149123                     | 0,48                        | ⊙                     | 1991                  | Bild gesucht BW       |
| 507                             | Moor im Unterholz/Waldegg                 | Beatenberg                                                         | 149137                     | 1,73                        | ⊙                     | 1991                  | Bild gesucht BW       |
| 508                             | Moor bei Lombachalp                       | Habkern                                                            | 149105                     | 3,09                        | ⊙                     | 1991                  | Bild gesucht BW       |
| 509                             | Moor zwischen Lombachalp und Teufengraben | Habkern                                                            | 149100                     | 3,97                        | ⊙                     | 1991                  | Bild gesucht BW       |
| 510                             | Esleren/Gummenalp                         | Hofstetten bei Brienz                                              | 149079                     | 3,12                        | ⊙                     | 1991                  | Bild gesucht BW       |
| 511                             | Höhenschwandmoor                          | Hasliberg                                                          | 149092                     | 7,88                        | ⊙                     | 1991, rev. 2003       | Bild gesucht BW       |
| 512                             | Moore hinder der Egg                      | Hasliberg                                                          | 149097                     | 1,24                        | ⊙                     | 1991                  | Bild gesucht BW       |
| 513                             | Seelein bei der Mägisalp/Seemad           | Hasliberg                                                          | 149107                     | 0,76                        | ⊙                     | 1991                  | Bild gesucht BW       |
| 514                             | In Miseren                                | Innertkirchen                                                      | 149120                     | 0,79                        | ⊙                     | 1991                  | Bild gesucht BW       |
| 515                             | Feldmoos/Moore auf dem Feldmooshubel      | Innertkirchen                                                      | 148840                     | 10,08                       | ⊙                     | 1991                  | Bild gesucht BW       |
| 516                             | Moor oberhalb Cholischwand                | Innertkirchen                                                      | 149108                     | 0,31                        | ⊙                     | 1991                  | Bild gesucht BW       |
| 517                             | Breitmoos                                 | Grindelwald                                                        | 148779 ODER 149159         | 11,70                       | ⊙                     | 1991                  | Bild gesucht BW       |
| 518                             | Moore und Seen bei Brustplätz             | Grindelwald                                                        | 149166                     | 1,92                        | ⊙                     | 1991                  | Bild gesucht BW       |
| 519                             | Moor beim Fysteren Graben                 | Grindelwald                                                        | 149173                     | 1,09                        | ⊙                     | 1991                  |                       |
| 520                             | Moor bei Aelbi Flue                       | Grindelwald                                                        | 149172                     | 0,37                        | ⊙                     | 1991                  | Bild gesucht BW       |
| 521                             | Moor nordöstlich Hohchräjen               | Grindelwald                                                        | 149160                     | 0,52                        | ⊙                     | 1991                  | Bild gesucht BW       |
| 522                             | Feldmoos                                  | Grindelwald                                                        | 149115 ODER 149158         | 0,46                        | ⊙                     | 1991                  | Bild gesucht BW       |
| 523                             | Moor nordöstlich Mettlen                  | Grindelwald                                                        | 149156                     | 0,37                        | ⊙                     | 1991                  | Bild gesucht BW       |
| 524                             | Selenen                                   | Rüschegg                                                           | 149114                     | 7,00                        | ⊙                     | 1991                  | Bild gesucht BW       |
| 525                             | Rotmoos                                   | Riggisberg                                                         |                            | 2,02                        | ⊙                     | 1991                  | Bild gesucht BW       |
| 526                             | Moor östlich Wissenbach/Gurnigel          | Rüschegg                                                           | 149102                     | 1,37                        | ⊙                     | 1991                  | Bild gesucht BW       |
| 527                             | Moor westlich Wissenbach/Gurnigel         | Rüschegg                                                           | 149104                     | 2,80                        | ⊙                     | 1991                  | Bild gesucht BW       |
| 528                             | Ägelsee-Moor auf dem Diemtigbergli        | Diemtigen                                                          | 149150                     | 3,83                        | ⊙                     | 1991                  | Bild gesucht BW       |
| 529                             | Moor nördlich Toffelsweid                 | Boltigen                                                           | 149176                     | 0,36                        | ⊙                     | 1991                  | Bild gesucht BW       |
| 534                             | Zettenalp                                 | Sigriswil                                                          | 149106                     | 3,50                        | ⊙                     | 1991                  | Bild gesucht BW       |
| 535                             | Moor östlich Unteres Hörnli               | Horrenbach-Buchen, Sigriswil                                       | 149089                     | 4,67                        | ⊙                     | 1991                  | Bild gesucht BW       |
| 541                             | Schluchhole                               | Eriz                                                               | 149095                     | 0,47                        | ⊙                     | 1991                  | Bild gesucht BW       |
| 542                             | Horneggwald                               | Horrenbach-Buchen                                                  | 149080                     | 8,93                        | ⊙                     | 1991                  | Bild gesucht BW       |
| 543                             | Moore zwischen Mirrenegg und Aellgäuli    | Oberried am Brienzersee                                            | 149076                     | 15,90                       | ⊙                     | 1991, rev. 2003       | Bild gesucht BW       |
| 557                             | Chuchifang                                | Boltigen                                                           | 149167                     | 1,63                        | ⊙                     | 1991                  | Bild gesucht BW       |
| 558                             | Sparemoos/Tots Mädli                      | Zweisimmen                                                         | 149184                     | 6,32                        | ⊙                     | 1991                  | Bild gesucht BW       |
| 559                             | Moore südwestlich Tolmoos                 | Boltigen, Zweisimmen                                               | 149186                     | 3,71                        | ⊙                     | 1991                  | Bild gesucht BW       |
| 561                             | Lauenensee                                | Lauenen                                                            | 149243                     | 25,68                       | ⊙                     | 1991                  | Bild gesucht BW       |
| 562                             | Moore auf Betelberg                       | Lenk                                                               | 149235                     | 0,94                        | ⊙                     | 1991                  | Bild gesucht BW       |
| 563                             | Moore südöstlich Haslerberg               | Lenk                                                               | 149234                     | 5,67                        | ⊙                     | 1991                  | Bild gesucht BW       |
| 564                             | Dälmoos Achseten                          | Frutigen                                                           | 149190                     | 3,67                        | ⊙                     | 1991                  | Bild gesucht BW       |
| 565                             | Filfalle                                  | Kandersteg                                                         | 149220                     | 4,23                        | ⊙                     | 1991                  | Bild gesucht BW       |
| 566                             | Chänelegg                                 | Lauterbrunnen                                                      | 149180                     | 2,03                        | ⊙                     | 1991                  | Bild gesucht BW       |
| 567                             | Träjen                                    | Innertkirchen                                                      | 149153                     | 1,12                        | ⊙                     | 1991                  | Bild gesucht BW       |
| 571                             | Moor oberhalb Geilsbüel (Hahnenmoospass)  | Adelboden                                                          | 149229                     | 2,59                        | ⊙                     | 1991                  | Bild gesucht BW       |
| 572                             | Bruchsee auf dem Jaunpass                 | Boltigen                                                           | 149175                     | 1,49                        | ⊙                     | 1991                  | Bild gesucht BW       |
| 606                             | Understeinberg                            | Lauterbrunnen                                                      | 149207                     | 0,52                        | ⊙                     | 1991                  | Bild gesucht BW       |
| 607                             | Station Wengernalp                        | Lauterbrunnen                                                      | 149177                     | 2,65                        | ⊙                     | 1991                  | Bild gesucht BW       |
| 608                             | Dürrentännli                              | Rüschegg                                                           | 149125                     | 1,71                        | ⊙                     | 1991                  | Bild gesucht BW       |
| 609                             | Rüwlispass                                | St. Stephan                                                        | 149222                     | 4,89                        | ⊙                     | 1991                  | Bild gesucht BW       |
| 710                             | Bois des Muses                            | Moutier                                                            | 555596240                  | 7,91                        | ⊙                     | 2017, rev. 2017       | Bild gesucht BW       |
| 711                             | Métairie de Diesse                        | Corgémont                                                          | 555596241                  | 1,87                        | ⊙                     | 2017, rev. 2017       | Bild gesucht BW       |
| 713                             | Verbrenntes Wääli                         | Lauterbrunnen                                                      | 555596243                  | 12,58                       | ⊙                     | 2017, rev. 2017       | Bild gesucht BW       |
| 717                             | Wimmisalp                                 | Schangnau                                                          | 555596246                  | 8,56                        | ⊙                     | 2017, rev. 2017       | Bild gesucht BW       |
| 106                             | Objekte insgesamt                         | Objekte insgesamt                                                  | Objekte insgesamt          | 771,88                      | ha gesamte Moorfläche | ha gesamte Moorfläche | ha gesamte Moorfläche |